# 天下布魔
《天下布魔》是由台灣遊戲開發商侍達遊戲藝術所製作的一款成人手機遊戲，製作人為刃霧翔，於2020年12月14日由 PINKCORE 發行。

## 遊戲方式
玩家扮演「魔王凱薩」，透過征戰收服各個世界的角色，遊戲中角色主要獲取途徑是轉蛋抽卡，部分角色可以透過限定活動來領取。戰鬥方式是以卡牌撞擊的方式遊玩，卡牌有攻擊、防禦、必殺技、隊長技、被動技等設定。

## 爭議

### Pan Piano合作
Pan Piano在2021年5月8日上傳一支演奏天下布魔音樂的影片，由於Pan Piano先前發表過被中國網友視為支持台日友好的文章，引發中國玩家對於此次合作的不滿，並透過各種如外掛、課金的方式於遊戲內衝上排行榜後留下「原則問題絕不妥協」等字樣，Pan Piano和天下布魔官方都沒有相關回應。

## 外部連結
- 官方網站 （页面存档备份，存于）（繁體中文）（简体中文）（英文）（日語）

- 天下布魔在工口.R18上的页面 （页面存档备份，存于）

- 天下布魔在EROLABS（工口实验室）上的页面 （页面存档备份，存于）